# Otanthus maritimus
Otanthus maritimus — вид квіткових рослин родини айстрові (Asteraceae). Епітет лат. maritima означає «близькість моря».

## Опис
Кореневищна багаторічна ароматична біла рослина. Стебла 20-50 см, висхідні, деревні біля основи, з численним листям. Листя до 13×6,5 мм, senfadas, довгасті або довгасто-ланцетні, злегка crenulated зазубрений, м'ясисті. Сферичні квіти 8-10 мм, з коротким стеблом. Сім'янки 2,5-3 (-4) мм. Цвітіння і плодоношення з травня по вересень.

## Поширення
Північна Африка: Алжир; Єгипет; Лівія; Марокко; Туніс. Західна Азія: Кіпр; Єгипет — Синай; Ізраїль; Ліван; Сирія; Туреччина. Європа: Ірландія; Албанія; Хорватія; Греція; Італія; Чорногорія; Франція; Португалія; Гібралтар; Іспанія [вкл. Канарські острови]. Населяє узбережжя Середземного моря.

## Галерея

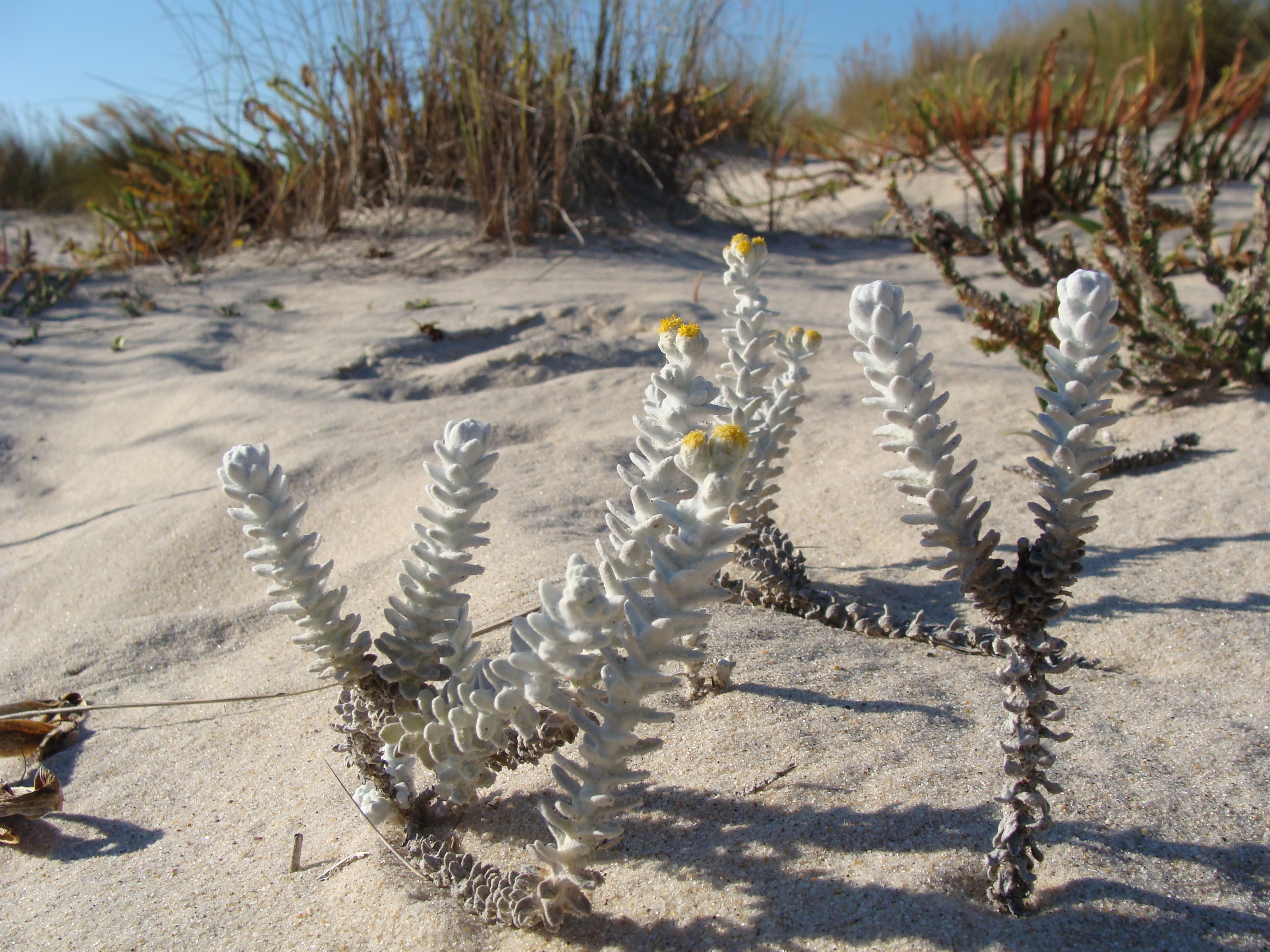
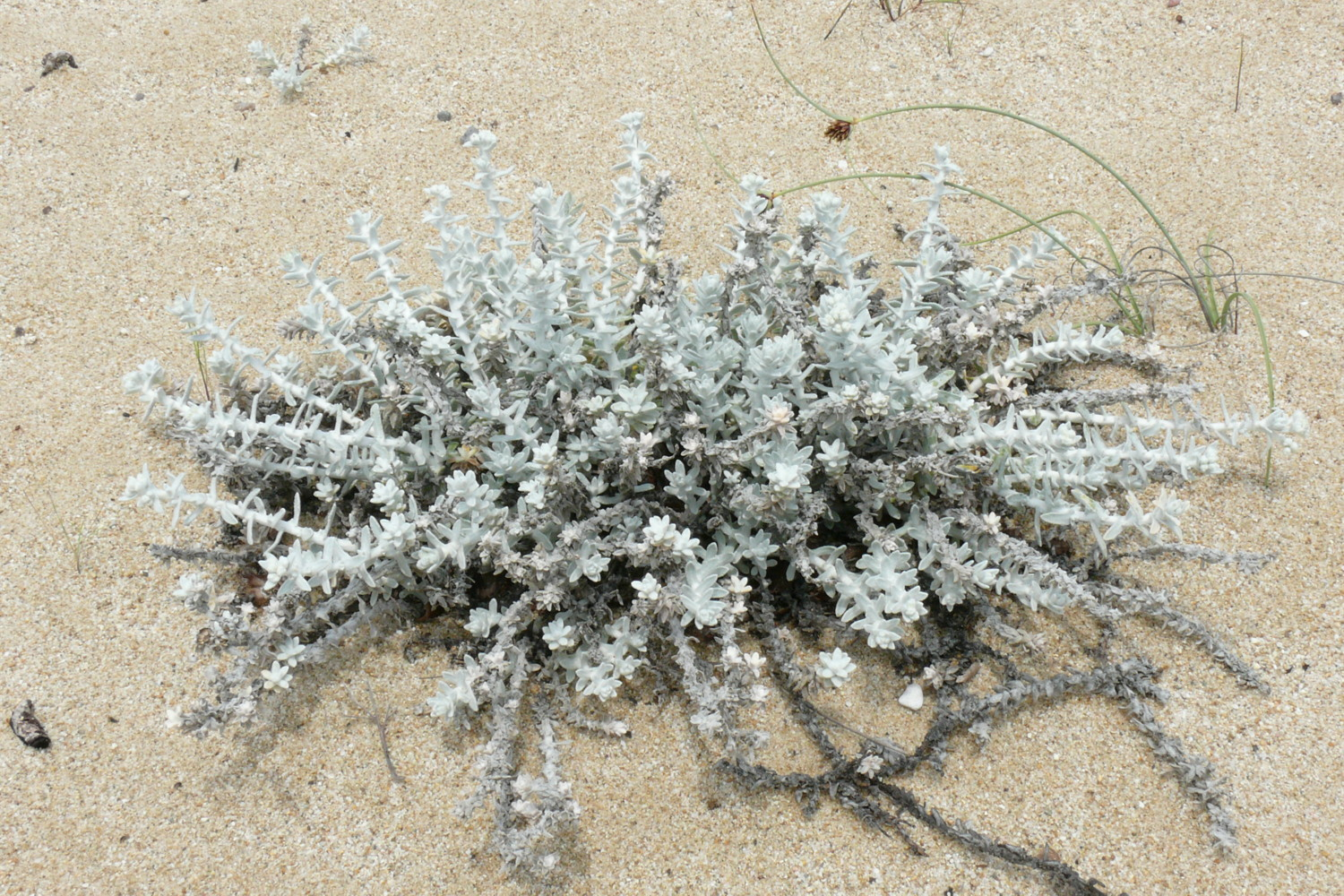
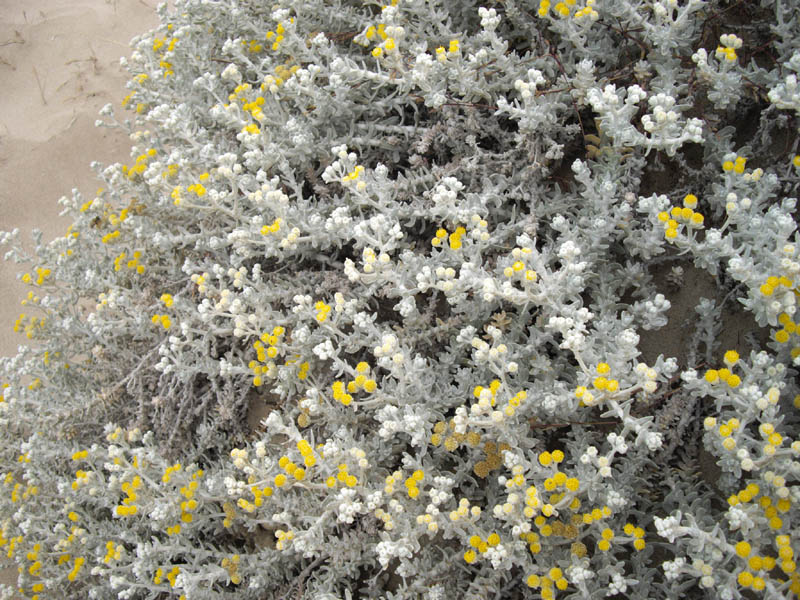

|  | Це незавершена стаття про айстрові. Ви можете допомогти проєкту, виправивши або дописавши її. |